# Amarant (färgämne)

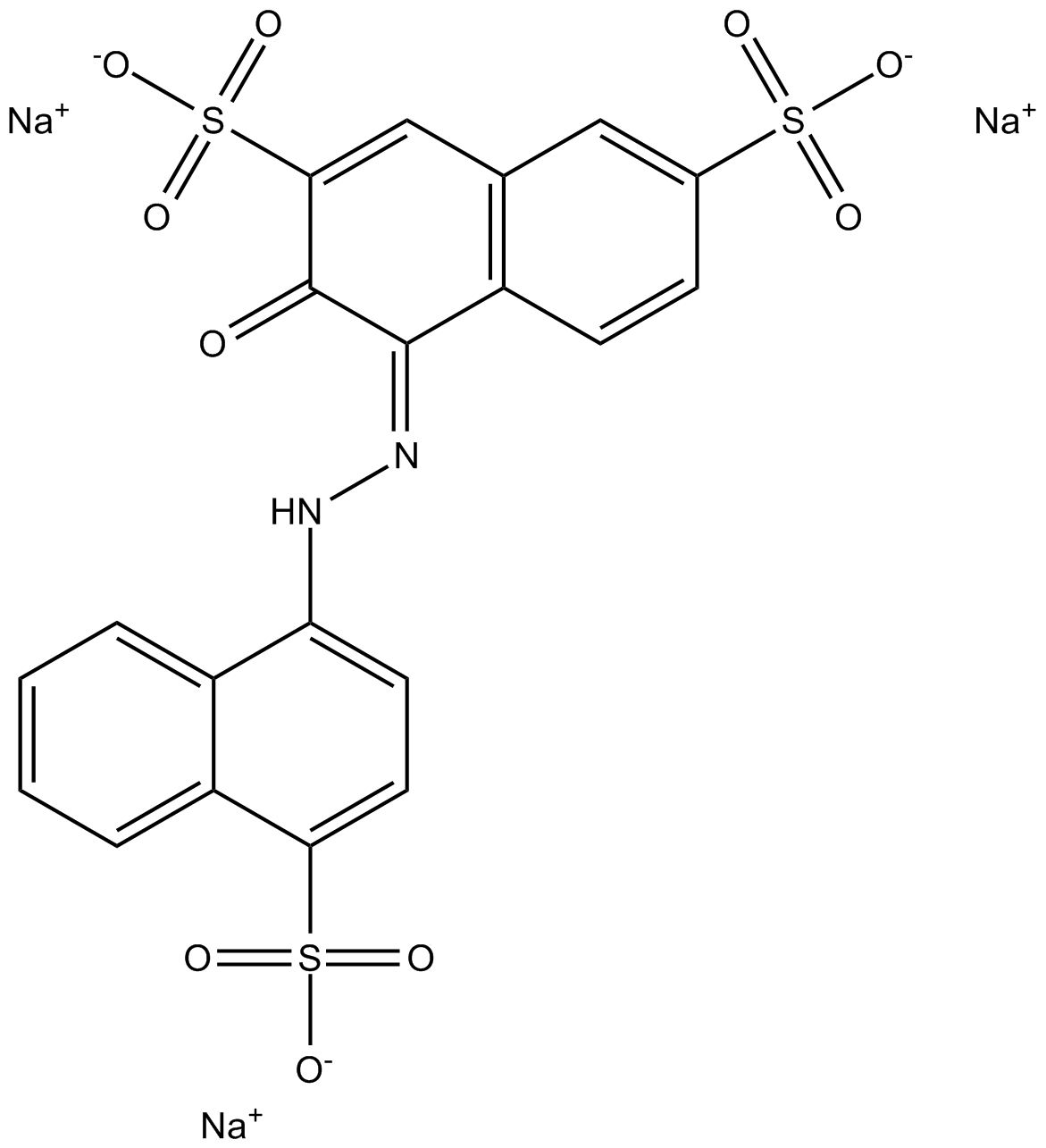
Strukturformel

Amarant är ett mörkrött eller purpurfärgat azofärgämne som använts till att färga mat (livsmedelstillsats med E-nummer E 123) men som svartlistats av FDA (Food and Drug Administration) i USA. 
I Sverige får det endast användas till fiskrom och spritdrycker.